# David Ling
Lars Olov David Ling, född 12 augusti 1993 i Söderhamn, Gävleborgs län, är en svensk miljöpartistisk politiker. Mellan 2019 och 2022 var han språkrör för Grön Ungdom tillsammans med Aida Badeli. Tidigare var han ekonomipolitisk talesperson för ungdomsförbundet. Han har engagerat sig för basinkomst och utveckling av den gröna ideologin. David Ling har även varit aktiv i Grön Ungdom Gävle och Grön Ungdom Uppsala.
Efter sin tid som språkrör har Ling varit fortsatt engagerad inom Miljöpartiet i Uppsala.  Han valdes in i kommunfullmäktige 2022 och innehar även rollen som ersättare i kommunstyrelsen.
Ling är bror till miljöpartisten Rasmus Ling. Bröderna Ling har även en syster som heter Joann Ling som även hon är aktiv inom Miljöpartiet de Gröna.